# Holzapfel (Familienname)
Holzapfel ist ein deutscher Familienname.

## Namensträger
- Bernhard Holzapfel, deutscher Physiker
- Bettina Holzapfel-Gomperz (1879–1948), österreichische Bildhauerin und Schriftstellerin
- Brigitte Holzapfel (* 1958), deutsche Leichtathletin
- Carl Holzapfel (Maler) (1865–1926), deutscher Maler
- Carl C. Holzapfel (1874–1963), deutsch-US-amerikanischer Geigen- und Gitarrenbauer
- Carl Maria Holzapfel (1890–1945), deutscher Kulturfunktionär
- Carl-Wolfgang Holzapfel (* 1944), politischer Aktivist
- Christian Holzapfel (* 1937), deutscher Physiker
- Dieter Holzapfel (* 1938), deutscher Politiker (SPD)
- Eduard Holzapfel (1853–1913), deutscher Geologe
- Elisabeth Schindler-Holzapfel (1932–1984), Schweizer Publizistin und Kinderbuchsammlerin
- Elke Holzapfel (* 1945), deutsche Politikerin (CDU)
- Ernst-Albert Holzapfel (1936–2015), deutscher Unternehmer und Verbandsfunktionär
- Eva Holzapfel (* 1947), deutsche Schauspielerin und Sängerin
- Franz Holzapfel (1870–1954), deutscher Politiker (SPD)
- Friederike Holzapfel (* 1978), deutsche Moderatorin
- Friedrich Holzapfel (1900–1969), deutscher Politiker (CDU)
- Friedrich Wilhelm Holzapfel (1883–1943), deutscher Widerstandskämpfer und Politiker (SPD), MdL Hessen-Nassau
- Gerd Holzapfel (1906–1988), deutscher Jurist und Politiker (NSDAP)
- Gerhard A. Holzapfel (* 1961), österreichischer Biomechaniker
- Hans Holzapfel (1882 – nach 1930), deutscher Maler
- Hartmut Holzapfel (1944–2022), deutscher Politiker (SPD)
- Heinrich Holzapfel (1910–??), deutscher Pädagoge und Ministerialbeamter
- Helmut Holzapfel (Theologe) (1914–1984), deutscher Theologe und Journalist
- Helmut Holzapfel (Sänger) (* 1941), südafrikanischer Sänger (Tenor)
- Helmut Holzapfel (Verkehrswissenschaftler) (* 1950), deutscher Verkehrswissenschaftler
- Heribert Holzapfel (1868–1936), deutscher Geistlicher
- Jakob Kurt Holzapfel, deutscher Mediziner
- Johann Holzapfel († 1747), deutscher Maurer und Baumeister
- Johann Tobias Gottlieb Holzapfel (1773–1812), lutherischer Theologe, Orientalist und Hochschullehrer
- Josef Holzapfel (* 1951), österreichischer Regionalhistoriker
- Joseph Holzapfel (1815–1854), österreichischer Priester, Bibliothekar und Archivar
- Kai Holzapfel (* 1970), deutscher Schauspieler
- Karl Holzapfel (1866–1942), deutscher Gynäkologe und Hochschullehrer
- Klaus-Jürgen Holzapfel (1930–2025), deutscher Verleger
- Kurt Holzapfel (Unternehmer) (1906–1969), deutscher Bauunternehmer und Heimatkundler
- Kurt Holzapfel (Historiker) (1937–2022), deutscher Historiker
- Leonhardt Holzapfel († 1620), italienischer Steinmetz
- Ludwig Holzapfel (1852–1917), deutscher Althistoriker
- Luise Holzapfel (1900–1963), deutsche Chemikerin
- Marcela Holzapfel (* um 1965), chilenische Opernsängerin (Sopran), siehe Marcela de Loa
- Maria Josepha von Holzapfel († 1761), Äbtissin von Heiligkreuztal
- Melander Holzapfel, eigentlicher Name von Lando (Graffitikünstler) (* 1974), deutscher Graffitikünstler
- Monika Meyer-Holzapfel (1907–1995), Schweizer Zoodirektorin
- Nikolaus Holzapfel (1847–1920), deutscher Landwirt und Politiker (Deutsche Zentrumspartei), MdR
- Olaf Holzapfel (* 1967), deutscher Künstler
- Otto Holzapfel (* 1941), deutscher Folklorist und Liedforscher
- Riley Holzapfel (* 1988), kanadischer Eishockeyspieler
- Rolf-Peter Holzapfel (1942–2024), deutscher Mathematiker
- Rudolf Maria Holzapfel (1874–1930), österreichischer Psychologe und Philosoph
- Rupert Holzapfel (1905–1960), deutscher Meteorologe und Arktisforscher
- Stella Holzapfel (* 1998), deutsche Schauspielerin
- Tim Holzapfel (* 1997), deutscher Mittelstreckenläufer
- Wilfried Holzapfel (* 1938), deutscher Physiker und Professor
- William Holzapfel (* 1965), US-amerikanischer Physiker